# Gvia HaMedina 2020-2021
La Coppa d'Israele 2020-2021 (in ebraico 2020-2021 גביע המדינה, Gvia HaMedina 2020-2021, cioè "Coppa di Stato 2020-2021") è stata l'82ª edizione della coppa nazionale calcistica israeliana, la 66ª dalla nascita dello Stato di Israele, iniziata il 19 novembre 2020 e terminata il 2 giugno 2021. L'Hapoel Be'er Sheva era la squadra campione in carica. Il Maccabi Tel Aviv ha conquistato il trofeo per la ventiquattresima volta nella sua storia.

## Formula
Si sono qualificate al sesto turno 8 squadre della Liga Bet, 8 squadre della Liga Gimel e 16 squadre della Liga Alef, che sono entrate al quinto turno.
Come da regolamento, ad eccezione dei quarti di finale, tutte le partite si sono giocate in gara unica. In caso di parità, dopo i novanta minuti regolamentari, si sono disputati i tempi supplementari e, se la parità continua, i tiri di rigore. Le semifinali e la finale si sono giocate in campo neutro.

A causa del perdurare dell'emergenza sanitaria, dovuta alla diffusione della pandemia di COVID-19, gli incontri, che avrebbero visto coinvolte le squadre della Liga Bet e della Liga Gimel, sono stati prima rinviati e, in seguito, annullati; quindi il quinto turno è diventato effettivamente il primo turno della competizione.

## Primo turno

### Liga Alef Nord
| Squadra 1            | Risultato       | Squadra 2          |
| -------------------- | --------------- | ------------------ |
| 20 novembre 2020     |                 |                    |
| Ironi Tiberias       | 4 – 1           | Hapoel Kaukab      |
| 21 novembre 2020     |                 |                    |
| Hapoel Bnei Fureidis | 1 – 1 (4-3 dtr) | Hapoel Bnei Zalafa |

### Liga Alef Sud
| Squadra 1              | Risultato       | Squadra 2       |
| ---------------------- | --------------- | --------------- |
| 20 novembre 2020       |                 |                 |
| Hapoel Bik'at HaYarden | 0 – 0 (6-5 dtr) | Holon Yermiyahu |
| Shimshon Kafr Qasim    | 0 – 0 (3-5 dtr) | Ironi Or Yehuda |

## Secondo turno

### Liga Alef Nord
| Squadra 1                | Risultato       | Squadra 2             |
| ------------------------ | --------------- | --------------------- |
| 19 novembre 2020         |                 |                       |
| Hapoel Kfar Kana         | 0 – 2           | Tira                  |
| 23 novembre 2020         |                 |                       |
| Hapoel Bnei Ar'ara 'Ara  | 1 – 1 (1-4 dtr) | Ihud Bnei Mejdel Krum |
| Hapoel Baqa al-Gharbiyye | 1 – 2 (dts)     | Maccabi Bnei Raina    |
| Hapoel Migdal HaEmek     | 2 – 0           | Maccabi Tamra         |
| 24 novembre 2020         |                 |                       |
| Ironi Tiberias           | 0 – 2           | Hapoel Herzliya       |
| Tzeirey Taibe            | 0 – 2           | Hapoel Bnei Fureidis  |
| Hapoel Bu'eine           | 2 – 1           | Robi Shapira          |

### Liga Alef Sud
| Squadra 1              | Risultato   | Squadra 2              |
| ---------------------- | ----------- | ---------------------- |
| 20 novembre 2020       |             |                        |
| Maccabi Herzliya       | 1 – 0       | Maccabi Ashdod         |
| 23 novembre 2020       |             |                        |
| Hakoah Ramat Gan       | 2 – 3       | Hapoel Bnei Lod        |
| Ironi Kuseife          | 0 – 2       | Beitar N. Gerusalemme  |
| Hapoel Azor            | 3 – 0       | Dimona                 |
| Maccabi Yavne          | 2 – 3       | Hapoel Ashkelon        |
| Ironi Or Yehuda        | 1 – 2       | Hapoel Marmorek        |
| 24 novembre 2020       |             |                        |
| Maccabi Kabilio Giaffa | 2 – 3 (dts) | Hapoel Bik'at HaYarden |
| Maccabi Sha'arayim     | 0 – 3       | A.S. Ashdod            |

## Terzo turno
| Squadra 1                | Risultato       | Squadra 2              |
| ------------------------ | --------------- | ---------------------- |
| 14 dicembre 2020         |                 |                        |
| Hapoel Petah Tiqwa       | 1 – 2 (dts)     | Hapoel Nof HaGalil     |
| 15 dicembre 2020         |                 |                        |
| Ihud Bnei Mejdel Krum    | 1 – 3           | Hapoel Bik'at HaYarden |
| Hapoel Migdal HaEmek     | 0 – 1           | Hapoel Umm al-Fahm     |
| Hapoel Azor              | 2 – 2 (4-5 dtr) | Hapoel Bnei Lod        |
| Hapoel Bnei Fureidis     | 1 – 2           | H. Rishon LeZion       |
| Hapoel Bu'eine           | 0 – 2           | Hapoel Akko            |
| Maccabi Bnei Raina       | 0 – 2           | A.S. Ashdod            |
| Beitar N. Gerusalemme    | 2 – 0           | Hapoel Marmorek        |
| Beitar Shimshon Tel Aviv | 3 – 0           | Maccabi Herzliya       |
| Hapoel Herzliya          | 0 – 5           | Hapoel Ramat Gan       |
| Maccabi Ahi Nazaret      | 0 – 1 (dts)     | Kafr Qasim             |
| Hapoel R. HaSharon       | 1 – 2 (dts)     | Tira                   |
| 16 dicembre 2020         |                 |                        |
| Hapoel Ra'anana          | 1 – 1 (3-1 dtr) | Hapoel Iksal           |
| 17 dicembre 2020         |                 |                        |
| Maccabi Tzur Shalom      | 2 – 3           | Hapoel Ashkelon        |

## Quarto turno
| Squadra 1                | Risultato        | Squadra 2              |
| ------------------------ | ---------------- | ---------------------- |
| 19 febbraio 2021         |                  |                        |
| Maccabi Netanya          | 2 – 0            | Hapoel Bik'at HaYarden |
| Beitar N. Gerusalemme    | 0 – 0 (10-9 dtr) | Tira                   |
| Hapoel Ramat Gan         | 4 – 1 (dts)      | Hapoel Bnei Lod        |
| Hapoel Afula             | 1 – 1 (5-3 dtr)  | Hapoel Nof HaGalil     |
| Hapoel Gerusalemme       | 1 – 0 (dts)      | H. Rishon LeZion       |
| Kafr Qasim               | 0 – 2            | Hapoel Kfar Saba       |
| Sektzia Ness Ziona       | 0 – 1 (dts)      | Maccabi Petah Tiqwa    |
| 20 febbraio 2021         |                  |                        |
| Bnei Yehuda              | 3 – 3 (4-5 dtr)  | Hapoel Haifa           |
| Maccabi Haifa            | 2 – 1            | Hapoel Umm al-Fahm     |
| 21 febbraio 2021         |                  |                        |
| Beitar Shimshon Tel Aviv | 2 – 0            | Ironi K. Shmona        |
| Hapoel Kfar Shalem       | 3 – 1            | A.S. Ashdod            |
| Hapoel Akko              | 0 – 2            | Beitar Gerusalemme     |
| Hapoel Be'er Sheva       | 0 – 1            | Maccabi Tel Aviv       |
| 22 febbraio 2021         |                  |                        |
| Bnei Sakhnin             | 3 – 0            | Hapoel Hadera          |
| Ashdod                   | 3 – 1            | Hapoel Ra'anana        |
| Hapoel Tel Aviv          | 4 – 0            | Hapoel Ashkelon        |

## Ottavi di finale
| Squadra 1                | Risultato   | Squadra 2             |
| ------------------------ | ----------- | --------------------- |
| 15 marzo 2021            |             |                       |
| Beitar Shimshon Tel Aviv | 3 – 1       | Hapoel Ramat Gan      |
| Hapoel Kfar Shalem       | 1 – 0 (dts) | Hapoel Gerusalemme    |
| 16 marzo 2021            |             |                       |
| Maccabi Netanya          | 1 – 3       | Hapoel Tel Aviv       |
| Bnei Sakhnin             | 1 – 0       | Beitar N. Gerusalemme |
| Hapoel Haifa             | 2 – 3       | Maccabi Tel Aviv      |
| 17 marzo 2021            |             |                       |
| Beitar Gerusalemme       | 1 – 2 (dts) | Ashdod                |
| Hapoel Kfar Saba         | 0 – 3 (dts) | Hapoel Afula          |
| Maccabi Haifa            | 2 – 1       | Maccabi Petah Tiqwa   |

## Quarti di finale
| Squadra 1          | Risultato | Squadra 2                |
| ------------------ | --------- | ------------------------ |
| 20 aprile 2021     |           |                          |
| Hapoel Kfar Shalem | 0 – 1     | Hapoel Tel Aviv          |
| 21 aprile 2021     |           |                          |
| Bnei Sakhnin       | 0 – 4     | Beitar Shimshon Tel Aviv |
| Ashdod             | 0 – 1     | Maccabi Tel Aviv         |
| 22 aprile 2021     |           |                          |
| Maccabi Haifa      | 4 – 1     | Hapoel Afula             |

## Semifinali
| Squadra 1       | Risultato       | Squadra 2                |
| --------------- | --------------- | ------------------------ |
| 19 maggio 2021  |                 |                          |
| Hapoel Tel Aviv | 1 – 1 (7-6 dtr) | Beitar Shimshon Tel Aviv |
| 20 maggio 2021  |                 |                          |
| Maccabi Haifa   | 0 – 2           | Maccabi Tel Aviv         |

## Finale
| Arbitro: | Erez Papir |

|                         |           |            |
| Cohen 73’ Hernández 96’ | Marcatori | 31’ Altman |